# Josef Jakob Dambacher
Josef Jakob Dambacher (* 11. Januar 1794 in Rastatt; † 18. März 1868 ebenda) war ein deutscher Archivar und Gymnasialprofessor. Gewissen Nachruhm erlangte er durch eine Anzahl von ihm gestalteter Illustrationen Hebel’scher Kalendergeschichten.

## Leben und Werk
Dambacher studierte an der Universität Heidelberg und wurde dort Mitglied des Corps Suevia Heidelberg. Nach dem Studium wirkte als Professor an verschiedenen Gymnasien, neben seinem Geburtsort auch in Freiburg und Konstanz. Ab 1828 war er als Assessor tätig, 1834 wurde er zum Archivrat am großherzoglichen Generallandesarchiv zu Karlsruhe ernannt.

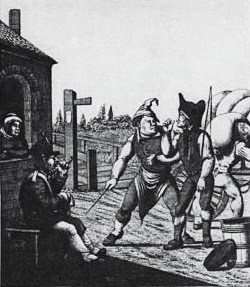
Hebel-Illustration Dambachers

Als Illustrator von Kalendergeschichten Johann Peter Hebels hat sich Dambacher einen bis heute leidlich erinnerten Namen gemacht hat, obgleich seine Zeichnungen nicht zu den bekanntesten Illustrationen des Rheinländischen Hausfreundes gehören. Hierzu trug sicher auch Kurt Tucholskys begeisterte Rezension (1926) eines Nachdrucks einer durch Dambacher bebilderten Hebel-Auswahl von 1842 im frühen 20. Jahrhundert (Die Schwänke des Rheinländischen Hausfreundes, 1922) bei, die jener ein „merkwürdiges Buch“ nannte, welches sich immer wieder anzusehen lohne. Der Rezensent stützte sich dabei nahezu ausschließlich auf die 32 „eigentümlichen“ Lithografien Dambachers (Tucholsky nennt ihn einen Maler, der nicht ordentlich hat zeichnen können), in welchen er atmosphärische Mosaiks, malerische Werte der gefühlten Natur, Sensibilität einer visionären Maurerkelle, und was man sonst noch so fürs Haus braucht auszumachen meinte. Die Zeichnungen, die sich wohltuend von anderen ihm bekannten Bebilderungen Hebels abhöben, illustrierten überdies nicht nur, sondern täten zu fast jeder Geschichte noch etwas Eigenes hinzu. Tucholsky endete seine ausführlichen Erläuterungen, er habe „solche Bilder noch niemals gesehn“. 1997 erschien bei C. F. Müller eine 37-seitige Dokumentation über den Illustrator Dambacher als „Der Rheinländische Bildermann“.
Regionale Spuren hinterließ der Rastatter Archivar durch seine Mitwirkung an der Herausgabe der „Zeitschrift für die Geschichte des Oberrheins“ und der „Quellensammlung der badischen Landesgeschichte“.

## Bibliografie
- Johann Peter Hebel: Die Schwänke des Rheinländischen Hausfreundes. – Berlin: Mauritius-Verlag, 1922, Dieser Neudr. folgt getreu d. Stuttgarter Ausg. v. 1842
- Johann Peter Hebel: Der deutsche Hausfreund. – Breslau: Korn, [1940]
- Johann Peter Hebel: Kalendergeschichten. – Berlin: Aufbau-Verlag, 1983, 2. Aufl.

## Einzelbelege
1. ↑  Friedrich von Weech: Dambacher, Joseph. In: Allgemeine Deutsche Biographie (ADB). Band 4, Duncker & Humblot, Leipzig 1876, S. 715 f.
2. ↑  Armin Danco: Das Gelbbuch des Corps Suevia zu Heidelberg, 3. Auflage (Mitglieder 1810–1985), Heidelberg 1985, Nr. 80.
3. ↑  Die Weltbühne, 14. Juli 1925, Nr. 28, S. 71.

| Personendaten    | Personendaten                             |
| ---------------- | ----------------------------------------- |
| NAME             | Dambacher, Josef Jakob                    |
| KURZBESCHREIBUNG | deutscher Archivar und Gymnasialprofessor |
| GEBURTSDATUM     | 11. Januar 1794                           |
| GEBURTSORT       | Rastatt                                   |
| STERBEDATUM      | 18. März 1868                             |
| STERBEORT        | Rastatt                                   |